# Au milieu de ma vie
Au milieu de ma vie è l'ottavo album in studio del cantante canadese Garou, pubblicato nel 2013.

## Tracce
1. Au milieu de ma vie — 3:11
2. Avancer — 4:07
3. Toutes mes erreurs — 2:58
4. La fêlure — 3:34
5. Je lui pardonne — 3:54
6. Du vent, des mots — 3:15
7. L'ange gardien — 3:13
8. Le blues dans le sang — 4:13
9. Avec elle — 3:35
10. Seule une femme — 4:05
11. Tu sais — 3:24